# قطعنامه ۱۰۷۵ شورای امنیت
قطعنامه ۱۰۷۵ شورای امنیت سازمان ملل متحد که در تاریخ ۱۱ اکتبر ۱۹۹۶ تصویب شد، سندی بین‌المللی دربارهٔ بررسی وضعیت در آنگولا است. این قطعنامه طی نشست ۳۷۰۳ام با ۱۵ رای موافق، ۰ مخالف و ۰ ممتنع تصویب شد.